# Thierry Apothéloz

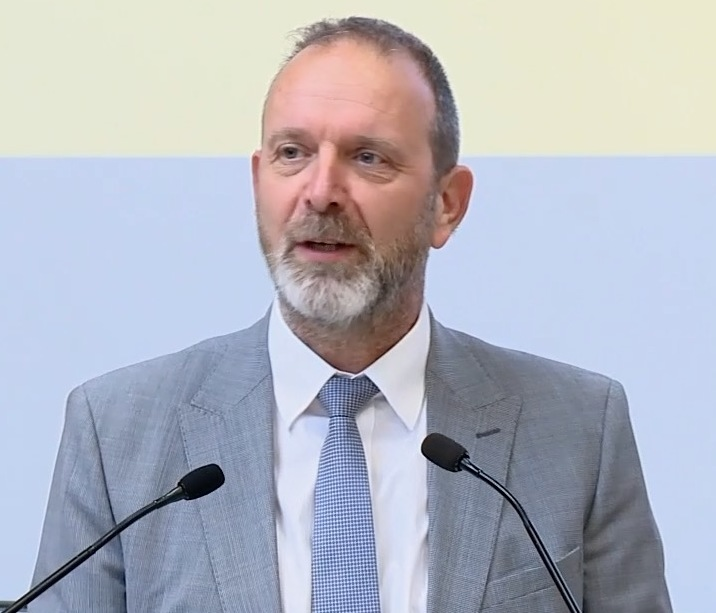
Apothéloz bei einer Rede, 2022.

Thierry Apothéloz (* 31. Januar 1971 in Genf) ist ein Schweizer Politiker (SP) und seit 2018 Staatsrat des Kantons Genf.

## Leben
Apothéloz wurde 1971 in der Gemeinde Carouge geboren, zog im Verlauf seiner Kindheit jedoch um und wuchs in Les Avanchets auf. Nachdem er als Sozialarbeiter unter anderem in Le Locle gearbeitet hatte, studierte er an der Universität Genf Recht und erhielt dort einen Bachelor. Er war auch Vorsitzender des Jugendhauses „L'Éclipse“ und Vizepräsident des Vereins „Vernier-sur-Rock“.
2013 outete er sich unter anderem im Gespräch mit dem Magazin 360° als homosexuell. Im späteren Verlauf seiner politischen Karriere wurde er aufgrund dessen angefeindet.

## Politik
Apothéloz trat früh in die Sozialdemokratische Partei der Schweiz ein und war von 1997 bis 1999 im Gemeinderat von Le Locle aktiv. Nach seiner Rückkehr nach Genf war er weiterhin als Gemeinderat aktiv, diesmal in der Gemeinde Vernier. Bis 2003 war er auch Teil des Kantonsparlaments Genfs. Zwei Jahre später kam er in den Stadtrat von Vernier, wo er bis 2015 teilweise als Bürgermeister fungierte.
2018 beendete er sein Mandat in Vernier und wurde in den Genfer Staatsrat gewählt, wo er aktuell als Vorstand des Département de la cohésion sociale (deutsch: Abteilung für sozialen Zusammenhalt) aktiv ist.
Neben seinen politischen Aktivitäten fungiert er ebenfalls als Vorstand des Verbands der Genfer Gemeinden.